# Калабич, Зоран
Зоран Калабич диплом OEC, MBA город Парачин, Сербия. Сербский бизнесмен, гуманист и благотворитель, живущий и работающий в Вене с 1987 года. Он является одним из выдающихся бизнесменов сербской диаспоры. После завершения учёбы по экономике он получил степень магистра в области управления недвижимостью. Он является обладателем многочисленных признаний и наград за успехи в бизнесе, человечность, социальную активность и сохранение сербского языка, культуры, традиций и духовности как за рубежом, так и на своей родине, в Сербии, а также Боснии и Герцеговине. В 2001 году он был награждён золотой медалью Н. I Петрович правительством Черногории за особые заслуги в продвижении Черногории в Австрии.
За особые заслуги в укреплении отношений между Республикой Сербией и Республикой Австрия в области общественных и экономических дел, он был награждён указом Президента Республики Сербия Орденом Карагеоргиева звезда в 2023 году.

## Молодость и образование
Зоран Калабич родился в городе Парачин, где окончил начальную и среднюю экономическую школу. В юности он был активным спортсменом и занимался боксом в БК Каблови в Ягодине, где также был чемпионом Сербии в Боксе, в Категории полусредний вес. Имеет два высших образования по экономике, а также степень магистра делового администрирования и в настоящее время готовится к получению докторской степени Он учился на Экономическом факультете Крагуевацкого университета, по прибытии в Вену закончил обучение в Институте Йозефа Шумпетера в Австрии. В 2012 году он получил степень магистра и получил звание Магистра делового администрирования – Управление недвижимостью, а затем поступил в Венскую школу международных исследований в Австрии, после чего стал брокер и менеджер по недвижимости. В 2013 году стал членом Экономического сената Австрии и в том же году получил титул сенатора..

## Карьера

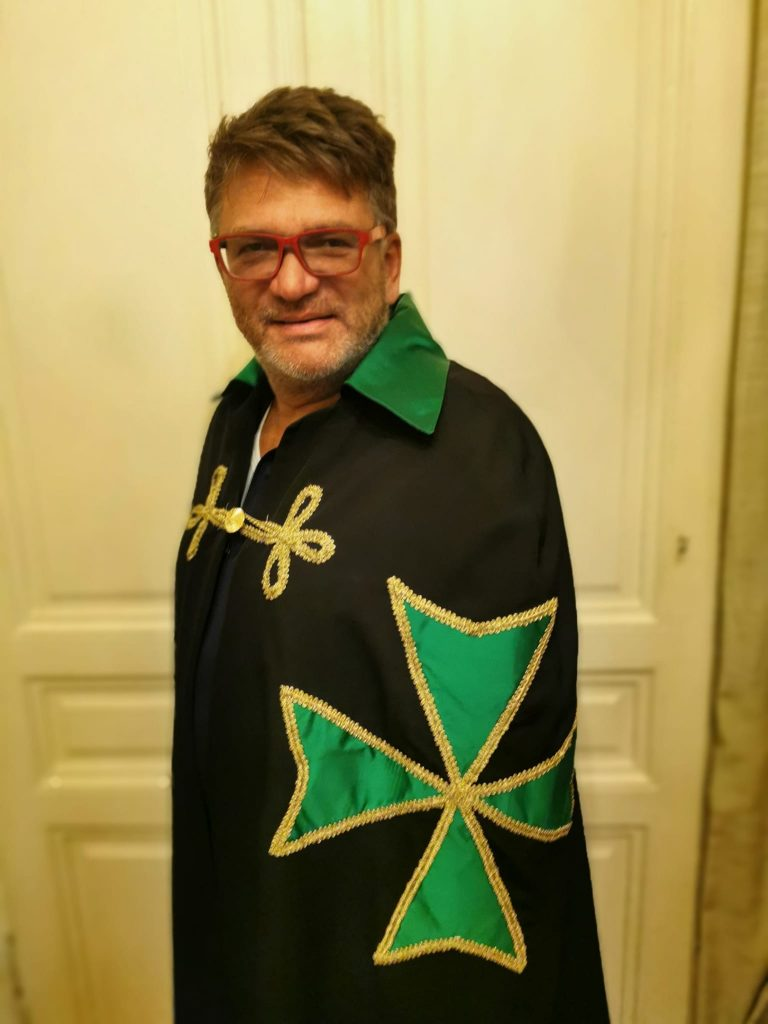
Зоран Калабич как командир Рыцаря Ордена армии гостеприимного Святого Лазаря Иерусалима

Переехав в Вену в 1987 году, вместе со своим братом Драганом он начал несколько проектов в сфере туризма и общественного питания. Они открывают «Карибскую» дискотеку, а туристическое агентство «Falcon Tours», которым они также владели, пропагандировало туристический потенциал и красоту Сербии и Черногория. Эти предприятия в Австрии были прерваны НАТО бомбардировками Югославии в 1999 году. В этот момент Калабич обратился в сферу недвижимости, где добился наибольших успехов в своей карьере.
После ряда успешных лет в бизнесе Калабич решил начать собственный бизнес и в 2003 году вместе со своим братом основал собственную компанию. «4M IMMOBILIEN», являющаяся партнёром ЕRA Immobilien, на данный момент является крупнейшей сетью недвижимости в Европе с более чем 1300 офисами. Они занимаются строительством, инвестициями и продажей земли и недвижимости. Сегодня у них работает более 180 сотрудников. Вместе с двенадцатью другими бизнесменами того же происхождения он запускает цифровую платформу для сербской диаспоры под названием W Радио Медия Групп. Как основатель агентства 4M Immobilie, он часто выступает в СМИ с заявлениями о тенденциях и колебаниях на рынке недвижимости, и в 2024 году он стал первым сербом из диаспоры, который дал эксклюзивное интервью американскому деловому журналу Forbes.

## Благотворительная деятельность

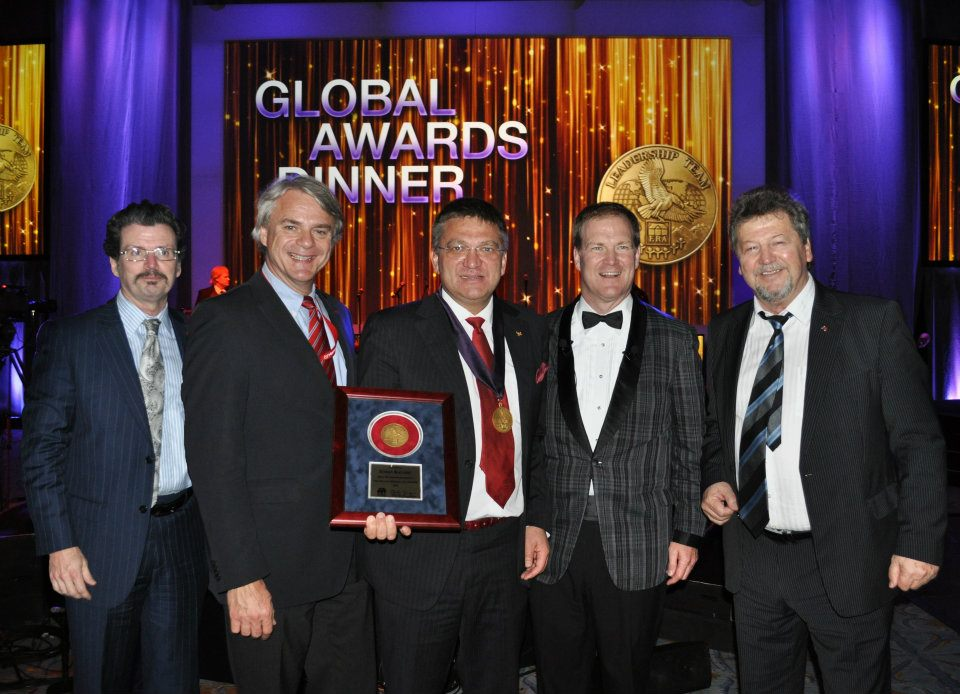
Калабич с коллегами, Era Global Prize

Зоран Калабич участник многочисленных акций сербской и боснийской общины в Австрии и в Сербии На протяжении почти двух с половиной десятилетий он финансово поддерживает работу известной клиники для лечения онкобольных детей «Детская больница Св. Анны» и список пожертвований безмерен. Он подарил родному городу Парачин машину скорой помощи и пожарную машину, а также он оказал помощь Сербии и Боснии и Герцеговине после наводнения в Сербии 2014. Он помог восстановить Монастырь Хиландар после пожара и продолжает делать пожертвования по сей день. Он оказывает помощь и пожертвования обществам и организациям в области науки и культуры. Калабич сотрудничает с культурным обществом «Просвета» в Вене, Сербским культурным центром, Ассоциацией сербских бизнесменов, а последние 25 лет помогает в организации Бала Святого Саввы во дворце Хофбург в Вене. Он финансирует издательскую деятельность сербов из диаспоры, а также многие другие культурные, художественные и образовательные мероприятия..
Он также сотрудничает с Научным фондом Николы Теслы из Филадельфии.
На 26-м Светосавский бале, состоявшемся в Вене во Дворце Хофбург, Калабич сделал ставку на реплику «Мирославова Евангелия» на благотворительном аукционе, а вырученные средства были направлены на поддержку Лилианы Дукич, матери-одиночки с тремя детьми из Обреноваца, Сербия, находящейся в сложных жизненных условиях. Бал собрал более 2500 гостей, включая дипломатов, бизнесменов, деятелей культуры и представителей европейского джет-сета, а Калабич лично принял 74 почётных гостя из разных профессиональных сфер, среди которых журналистка Весна де Винча, оперный режиссёр Тадия Милетич, певец Ненад Кнежевич Кнез, Мисс Сербия Александра Рутович и многие другие.

## Личная жизнь
Калабич живёт и работает в Вене вместе со своей женой из Суботицы Адриана Лушези и четырьмя детьми, тремя дочерьми и одним сыном.
У него есть старший брат Драган, который является его деловым партнёром. Благодаря своей репутации и влиянию, а также многочисленным общественно-политическим контактам, вместе с сербскими представителями в Венском парламенте, австрийском правительстве он интенсивно работает над тем, чтобы сербы в Австрии получили статус национального меньшинства в Австрии.

## Награды
Калабич является обладателем многочисленных наград мировых организаций и ассоциаций. Его называли лучшим брокером в Соединённых Штатах и Европе три года подряд, а также на Международной бизнес-конференции в Лас-Вегасе он был объявлен чемпионом Европы по недвижимости. Кроме высоких денежных наград, немецкие, австрийские и американские бизнес-ассоциации наградили его более 30 наградами и дипломами.
Он также является обладателем многочисленных деклараций и других признаний человечества, среди которых наиболее примечательным является то, что он был первым сербом и православным, объявленным «Кавалером и кавалером Ордена Гостеприимства Святого Лазаря Иерусалимского». помогая клинике «Св.Ана» в борьбе с детским раком. Научный фонд Теслы из Филадельфии удостоил его Золотой медали Теслы, а также получил множество наград за продвижение культуры и искусства.

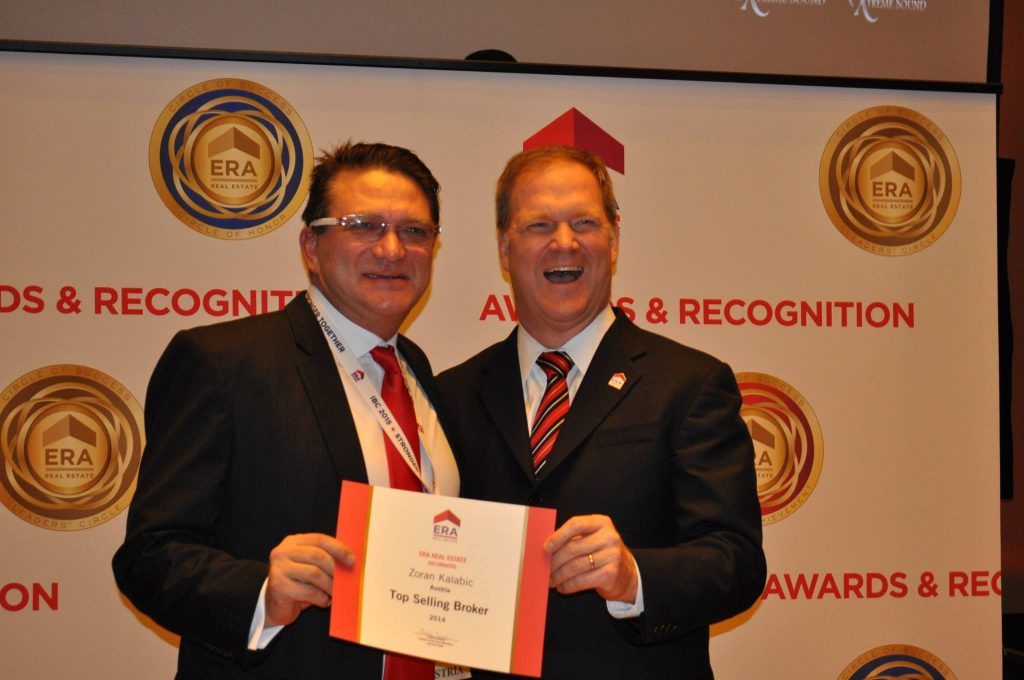
Калабић получил награду за звание лучшего брокера в группе ЕРА, 2014 год година

- В 2023 году Зоран Калабич был награждён президентом Сербии Александром Вучичем звездой Караджорджи в День государственности Сербии Сретенье за особые заслуги в укрепление отношений между Республикой Сербией и Австрийской Республикой в сфере общественной и экономической деятельности[14].
- Он получил золотую награду за особый вклад от Черногория.
- Был награждён во время работы в RE/MAX в Австрии как лучший агент по недвижимости, а среди множества наград выделяются следующие:
- Премия Firmen ABC за лучшую компанию 4M Imobilien.
- Премия Immo Scout24 лучшей компании в сфере недвижимости в Австрии 2023.
- Постоянный победитель премии ERA Award – Европейской ассоциации арендодателей в течение следующих одиннадцати лет, с 2008 по 2019 годы, среди которых награды лучшему брокеру, лучшему агентству в Австрии, Техас, Лас-Вегас. Сан-Франциско, Вашингтон
- Награда FindMyhome агенту высшего качества в Австрии в 2016, 2017 и 2018 годах[1]
- Награда Ассоциации сербов в Австрии и Франции за продвижение сербской культуры и языка.[1]
- Награда ABC лучшему предприятию Австрии 4M Immobilien & Consulting. В 2020 году.
- Награда ImmoWelt в Германии за подтвержденную квалификацию и первоклассные маркетинговые показатели за 2020 год.
- Прокламация кавалера военного и госпитальерского ордена Святого Лазаря Иерусалимского – вручена приором в Австрии; Лондон, Вена Сехау, сентябрь 2021 г. за автријског визит в больницу и за команду Реда Војске гостољубивих Светог Лазара од Јерусалима[1][15].
- Октябрьская премия города Ягодина [6]
- Золотая медаль Теслы Научного фонда Николы Теслы из Филадельфии, США, за патриотическую и гуманитарную деятельность - ноябрь 2021 г.
- Статус сенатора Австрийского экономического сената по вопросам обучения и дальнейшего образования, 2022 г.
- Орден Звезды Караджордже третьей степени 2023 г.[3]

## Галерея

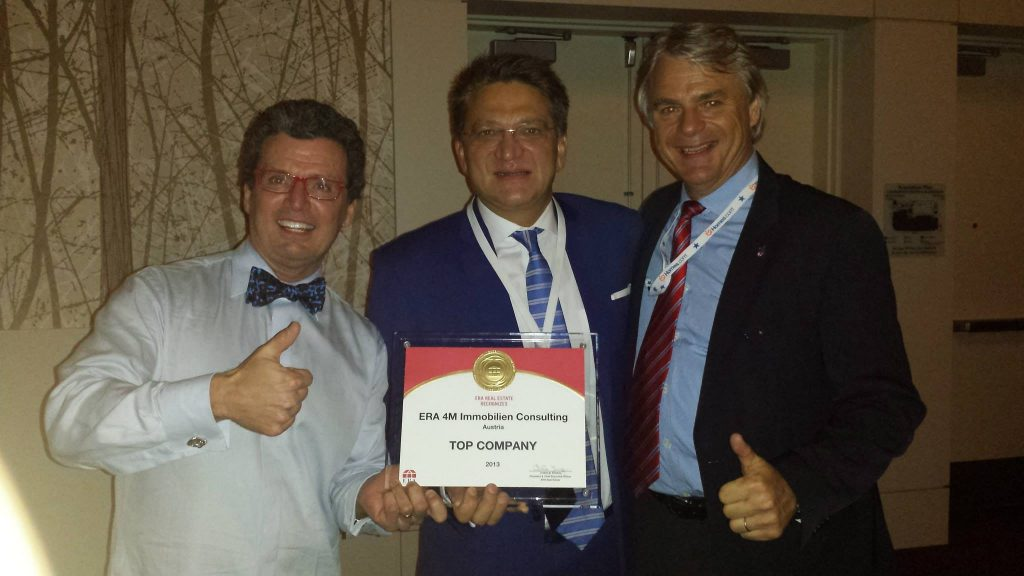
Награда ведущей компании ERA 4M Imobilijen Consulting.
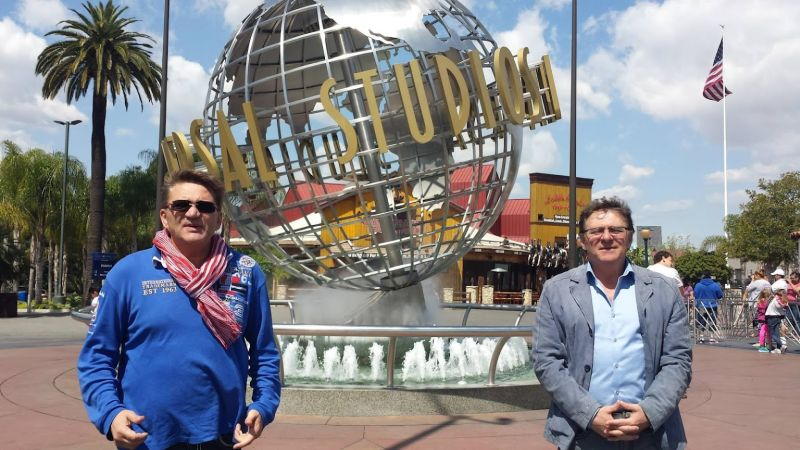
Калабич в Universal Studios, Голливуд, Лос-Анджелес, Соединённые Штаты Америки.
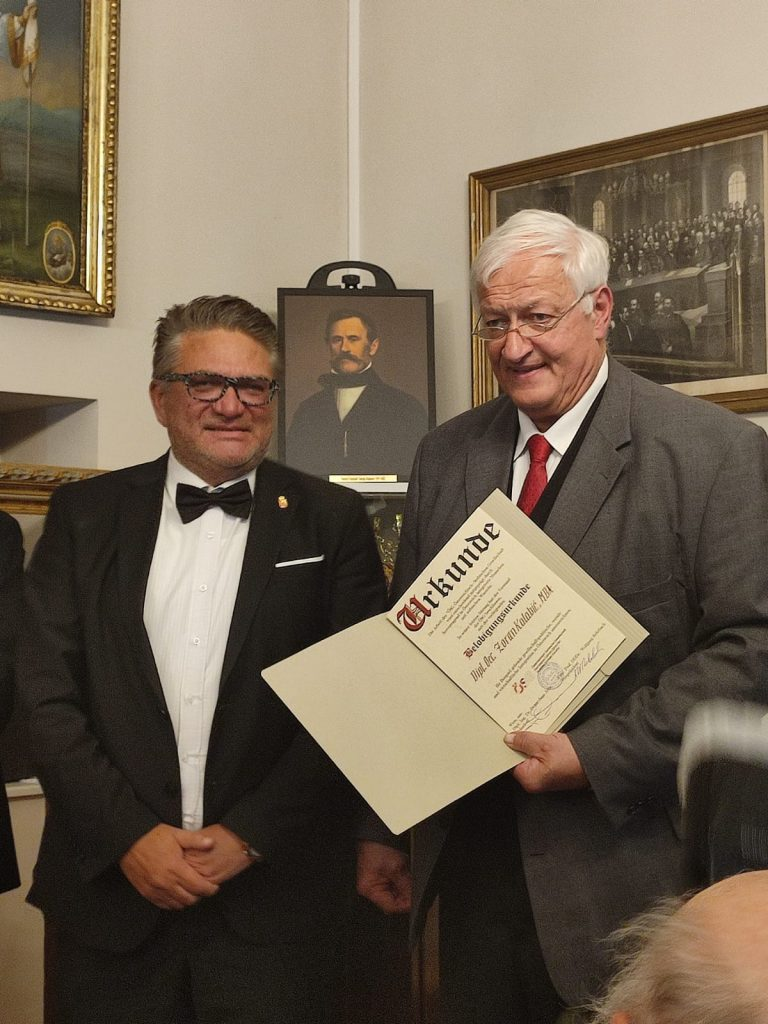
Калабич на вручении хартии успешной политико-социальной, социальной и экономической интеграции в Австрии.